# Urosigalphus porteri
Urosigalphus porteri är en stekelart som beskrevs av Gibson 1982. Urosigalphus porteri ingår i släktet Urosigalphus och familjen bracksteklar. Inga underarter finns listade i Catalogue of Life.